# Faraj Sarkohi

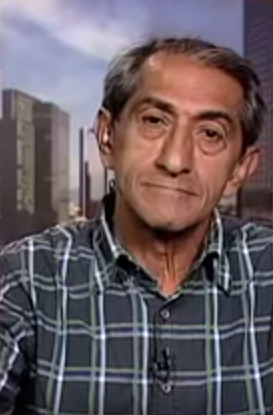
Faraj Sarkohi, 2012

Faraj Sarkohi oder Faradsch Sarkuhi (persisch فرج سرکوهی, weitere Schreibweisen: Faradj, und Sarkouhi, Sarkoohi; * 3. November 1947 in Schiras) ist ein iranischer Literaturkritiker und Journalist. Er war Mitbegründer und Chefredakteur der iranischen Zeitschrift Adineh.

## Leben

### Frühes Leben, Studium und Gefängnis
Faraj Sarkohi verbrachte die Schulzeit in Schiras. Er studierte Sozialwissenschaften und persische Literatur in Täbris. Dort zählte er zu der Gruppe um Samad Behrangi. Er veröffentlichte die Studentenzeitschrift Adineh. Aufgrund verschiedener Aktivitäten gegen den Schah und zahlreicher regimekritischer Artikel wurde er 1966 zu drei Monaten und 1967 zu einem Jahr Haft verurteilt. 1971 wurde er zu fünfzehn Jahren Haft verurteilt. 1978, kurz vor der Islamischen Revolution, kam er im Zuge von Amnestiewellen mit der letzten Gruppe von politischen Gefangenen frei.

### Nach der Revolution
Nach der Freilassung und in der kurzen Phase von relativen politischen Freiheiten schrieb er für die Zeitschriften Tehran Mossavar und Iran. Nach der Unterdrückung von politischen Kräften und dem Verbot sämtlicher nicht regierungsnaher Zeitschriften durch das islamische Regime zog er sich unfreiwillig mehrere Jahre aus dem öffentlichen Leben zurück.

### Adineh
Im Jahr 1985 gründete er mit Massoud Behnoud, Sirus Alinejad und Golamhossein Zakeri die Zeitschrift Adineh. Von 1988 bis 1996 war er Chefredakteur von Adineh, die als wichtigste unabhängige Zeitschrift für Kunst, Gesellschaft und Politik im Iran in den 1980er und 1990er Jahren gilt. Neben seiner Tätigkeit als Chefredakteur schrieb er viele Rezensionen und Essays und interviewte wichtige iranische Persönlichkeiten wie Hossein Alizadeh, Ahmad Schamlou, Huschang Golschiri, Alireza Espahbod, Mahmoud Dowlatabadi, Mehdi Bāzargān und Parwiz Natel Chanlari.
Sarkohi war an der Entstehung der Kommission zur Überprüfung der persischen Schrift und der Veröffentlichung der Ergebnisse dieser Kommission in Adineh beteiligt.

### Schriftstellerverband
Sarkohi war maßgeblich an der Neuformierung eines Schriftstellerverbands seit 1980 beteiligt. Die Aktivitäten des Schriftstellerverbandes mündeten 1994 in einen offenen Brief, der im Iran unter dem Namen Text der 134 berühmt wurde. In diesem Schreiben verlangten 134 iranische Schriftsteller, Journalisten, Übersetzer, Dichter usw. mehr Rede- und Pressefreiheit im Iran.
Sarkohi war als eine der acht Personen (die anderen waren: Huschang Golschiri, Sima Kuban, Reza Baraheni, Mohammad Mokhtari, Mansour Kushan, Mohammad Mohammadali, Mohammad Khalili) in der „Kommission der Acht“ des Verbandes entscheidend an der Entstehung des Schreibens und der Sammlung der Unterschriften beteiligt.

### Verhaftung und Exil
Sarkohi war wegen seiner Tätigkeit als Chefredakteur von Adineh und seiner Funktion im Schriftstellerverband ständigen Repressionen seitens des Regimes ausgesetzt und wurde mehrere Male vorübergehend verhaftet. 
Im Juli 1996 wurden sechs iranische Schriftsteller, unter ihnen auch Faradsch Sarkuhi, von der deutschen Botschaft zum Abendessen eingeladen. Während des Essens bei dem deutschen Kulturattaché Gust, bei dem sich das Gespräch nach Angaben Sarkohis nicht um politische Fragen drehte, wurde das Haus vom iranischen Geheimdienst gestürmt und die sechs Gäste wurden für zwei Tage verhaftet.
Im August 1996 befand sich Sarkohi zusammen mit 21 iranischen Journalisten, Dichtern und Schriftstellern auf einer Busreise zu einer Schriftstellerkonferenz im Bergland von Armenien. Zweimalig wurde durch den Busfahrer versucht, den Bus in eine Schlucht zu steuern, wobei der Fahrer jeweils in letzter Sekunde aus der Fahrertür sprang. Beide Male entgingen die Insassen nur durch glückliche Umstände knapp dem Tod. Beim ersten Mal wurde den Versicherungen des Busfahrers geglaubt, dass er versehentlich eingenickt sei. Beim zweiten Mal war klar, dass es sich um einen gezielten Mordanschlag handelte (der Busfahrer floh vom Tatort). Der Mordversuch reihte sich ein in eine ganze Serie von Morden und Mordversuchen an Intellektuellen und Oppositionellen im Iran, die unter der Bezeichnung „Kettenmorde“ bekannt wurden und bei denen der iranische Geheimdienst involviert war.
Am 3. November 1996 wurde er auf dem Weg nach Deutschland, wo er seine Familie besuchen wollte, am Flughafen Mehrabad vom iranischen Geheimdienst (Wezārat-e Ettelāʿat wa Amniat-e Keschwar) verhaftet. Offizielle iranische Stellen behaupteten, Sarkohi wäre wohlauf in Deutschland angekommen, was von seiner Familie bestritten wurde. Nach 47 Tagen Gefängnis und Folter an einem unbekannten Ort wurde er für kurze Zeit freigelassen, in der er in einer erzwungenen Pressekonferenz am 20. Dezember 1996 behauptete, nach einer Reise nach Europa in den Iran zurückgekehrt zu sein. Der Geheimdienst machte fingierte, zuvor einstudierte Videointerviews mit Sarkohi, in denen sich dieser des Ehebruchs und der Homosexualität bezichtigte.
In seiner kurzen Zeit außerhalb des Gefängnisses schrieb er am 3. Januar 1997 einen Brief an seiner Frau in Deutschland, der später unter dem Namen „Der Leidensbrief von Faraj Sarkohi“ bekannt wurde. Darin beschrieb er die Repressionen gegen die Intellektuellen und Schriftsteller im Iran und die wahren Begebenheiten und die Umstände seiner Verhaftung. Er erklärte in dem Brief, dass fünf Minuten während seiner 47-tägigen Haft quälender gewesen seien, als die gesamten 8 Jahre Haft, die er während der Schah-Zeit erlitten hatte und äußerte seine vollständige Ungewissheit über die Dinge, die er noch zu erwarten hätte und ob sein langer Brief die Adressaten überhaupt jemals erreichte. Am 27. Januar 1997 wurde er erneut verhaftet und angeklagt, für einen ausländischen Staat spioniert zu haben und widerrechtlich den Iran verlassen zu wollen. Auf Grund der Bemühungen seiner Frau, internationaler Proteste vonseiten diverser Menschenrechtsorganisationen, aber auch einiger westlicher Regierungen wurde er nicht hingerichtet. Am 20. September 1997 gab die offizielle iranische Nachrichtenagentur IRNA das Urteil bekannt. Sarkohi wurde zu einer einjährigen Haftstrafe verurteilt. Weltweite öffentliche Proteste (so setzte sich der damalige deutsche Außenminister Klaus Kinkel in zwei Briefen an seinen iranischen Amtskollegen Ali Akbar Velayati persönlich für Sarkohi ein) bewogen die iranische Regierung schließlich dazu, Sarkohi nach seiner Freilassung 1998 eine Ausreisegenehmigung zu erteilen.
Die Geschichte seiner Verhaftung wurde von verschiedenen Seiten mit dem Mykonos-Attentat und Prozess in Verbindung gebracht, der zu der Zeit in Berlin verhandelt wurde. Es wurde vermutet, dass das iranische Regime mit seiner Verhaftung den Ausgang des Prozesses zu seinen Gunsten beeinflussen wollte.

### Leben in Deutschland
Sarkohi reiste nach Deutschland, wo er in Frankfurt am Main zunächst als Gast des Projekts „Städte der Zuflucht“ Unterkunft fand. Von 2000 bis 2006 war er Stipendiat des vom PEN-Zentrum Deutschland betreuten Projekts „Writers in Exile“.
Er ist Ehrenmitglied des PEN-Zentrums Deutschland und dort seit 2006 Menschenrechtsbeauftragter.
Er schreibt in verschiedenen deutschsprachigen Zeitschriften wie Die Zeit, die Süddeutsche Zeitung und die NZZ Artikel zu iranischer Kultur und Politik. Im persischsprachigen Nachrichtenportal Radio Farda erscheinen mehrmals in der Woche Artikel, Essays und Rezensionen von ihm. Er schreibt für die Website BBC Persian.

## Werke
- Naghshi az Rouzegar (Eine Skizze des Schicksals). 1990, Shiva Verlag, Teheran
- Shab-e dardmand-e arezumandi (die schmerzhafte Nacht des Hoffens). 1999, Baran Verlag, Stockholm
- Yas-o-das (Flieder und Sense). 2002, Baran Verlag, Stockholm
- Das Gelb gereifter Zitronen. In: Sinn und Form, Heft 3/2001, Aufbau-Verlag, Berlin

## Preise
- 1998: Tucholsky-Preis für politisch verfolgte Schriftsteller[16]
- 1999: Die Goldene Feder der Freiheit des Weltverbands der Zeitungen (World Association of Newspapers' Golden Pen of Freedom Award)[11]
- 2000: World Press Freedom Hero 2000 (Preis des International Press Institute)[17][18]

## Über Sarkohi
- Look Europe, Theaterstück von Ghazi Rabihavi, Regie und Mitwirkung: Harold Pinter.[19]
- Faradsch Sarkuhi in: Internationales Biographisches Archiv 35/1998 vom 17. August 1998, im Munzinger-Archiv (Artikelanfang frei abrufbar)
- Christopher de Bellaigue: Im Rosengarten der Märtyrer. Ein Porträt des Iran. Aus dem Englischen von Sigrid Langhaeuser, Verlag C. H. Beck, München 2006 (engl. Originalausgabe: London 2004), S. 288–291